# Auerodendron northropianum
Auerodendron northropianum – gatunek rośliny z rodziny szakłakowatych. Pochodzi z Karaibów – występuje na Bahamach oraz na Kubie. Gatunek został opisany w 1924 roku przez Ignatza Urbana, który nadał mu nazwę obowiązującą do tej pory. 
Jest krzewem występującym w namorzynach. Roślina jest zapylana przez owady, a małe ssaki pomagają rozprzestrzeniać nasiona rośliny. Roślina nie ma znaczenia użytkowego.